# The Swan (theater)

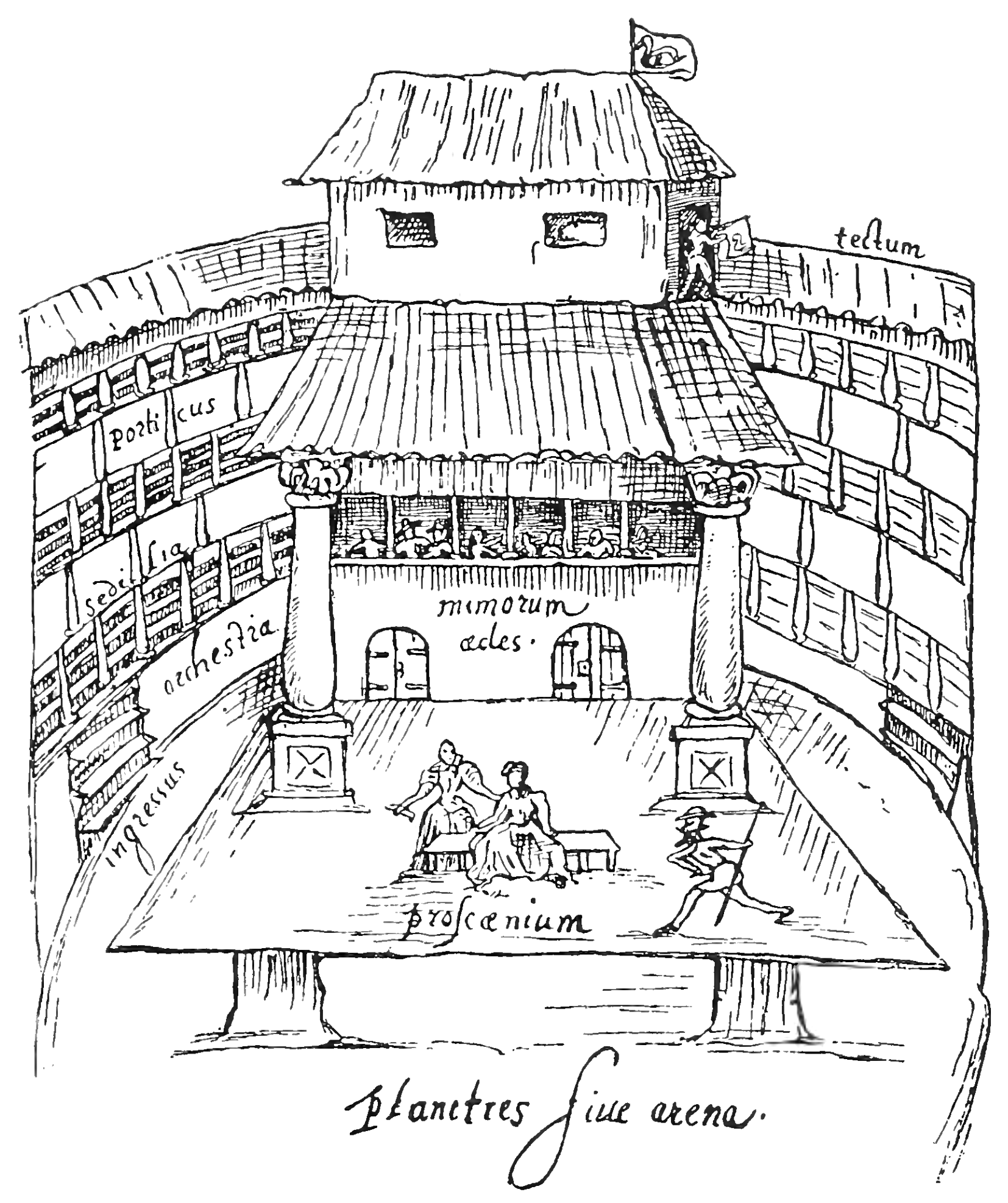
The Swan, naar een schets van de Nederlandse reiziger Johannes de Witt

The Swan was een van de theatergebouwen die in de bloeitijd van het vroege Engelse theater, de periode van Elizabeth I, met schrijvers als William Shakespeare, Christopher Marlowe en Ben Jonson, werd gebouwd in de Londense wijk Bankside in Southwark, op de zuidelijke oever van de Theems.
The Swan werd gebouwd in 1595-1596 door de theaterondernemer Francis Langley en was het vierde theatergebouw in deze wijk, na The Theatre (1576) en The Curtain (1577) van James Burbage en The Rose (1587) van Philip Henslowe.
Francis Langley kocht een landgoed met de naam Paris Garden in 1589. The Swan wordt voor het eerst vermeld in 1594, toen de burgemeester van Londen bezwaar maakte tegen de bouw van nog een theater.
Het nieuwe theater was indrukwekkend van uiterlijk en zo groot dat het wel 3000 toeschouwers kon herbergen. De Nederlandse reiziger Johannes De Witt, die Londen rond 1596 bezocht, gaf in zijn 
'Observationes Londiniensis' een beschrijving van het gebouw en voegde er een tekening aan toe. Hij beschreef het theater als een van de mooiste en grootste van Londen. De originele tekening is verloren gegaan, maar er is een kopie van de schets van Arendt van Buchell behouden gebleven. Het is de enige bewaard gebleven tekening van de elizabethaanse speelhuizen en vormt daarmee een belangrijke bron van kennis over het uiterlijk van de toenmalige Londense theaters.
In 1597 werd er gespeeld door het gezelschap de Pembroke's Men. Zij brachten een voorstelling van het stuk The Isle of Dogs van Thomas Nashe en Ben Jonson, waarin Jonson zelf als acteur optrad. Het stuk veroorzaakte een zodanig schandaal dat alle theaters een maandenlang speelverbod kregen opgelegd. Jonson en andere spelers werden gevangengenomen. Thomas Nashe wist te ontkomen en liet zich nadien niet meer in Londen zien. De beide schrijvers namen overigens afstand van het stuk. Wat de inhoud ervan was, is onbekend, aangezien het verloren is gegaan. Verondersteld wordt dat het kritiek bevatte op de koningin of op haar hofhouding, maar dit is speculatie. Mogelijk was het speelverbod ook voornamelijk gericht tegen Langley, die zich over een andere kwestie al in de problemen had gebracht. De gezelschappen Lord Chamberlain's Men en de Admiral's Men kregen in oktober van dat jaar weer toestemming om te spelen.
The Swan werd nog als theater gebruikt tot 1620.